# 方濟各會教堂 (盧比安納)
方濟各會教堂是位於斯洛維尼亞首都盧比安納的一座教堂。2008年開始，方濟各會教堂被列為斯洛維尼亞的保護建築。以巴洛克和新藝術風格為名。

## 外部連結
- Frančiškanska knjižnica （页面存档备份，存于）
- （页面存档备份，存于）

46°3′6.62″N 14°30′21.61″E / 46.0518389°N 14.5060028°E